# Fritz Nötzoldt
Fritz Nötzoldt (* 7. Januar 1908 in Nöschenrode; † 29. April 1987 in Heidelberg) war ein deutscher Buchhändler, Kabarettist, Lektor und Buchautor.

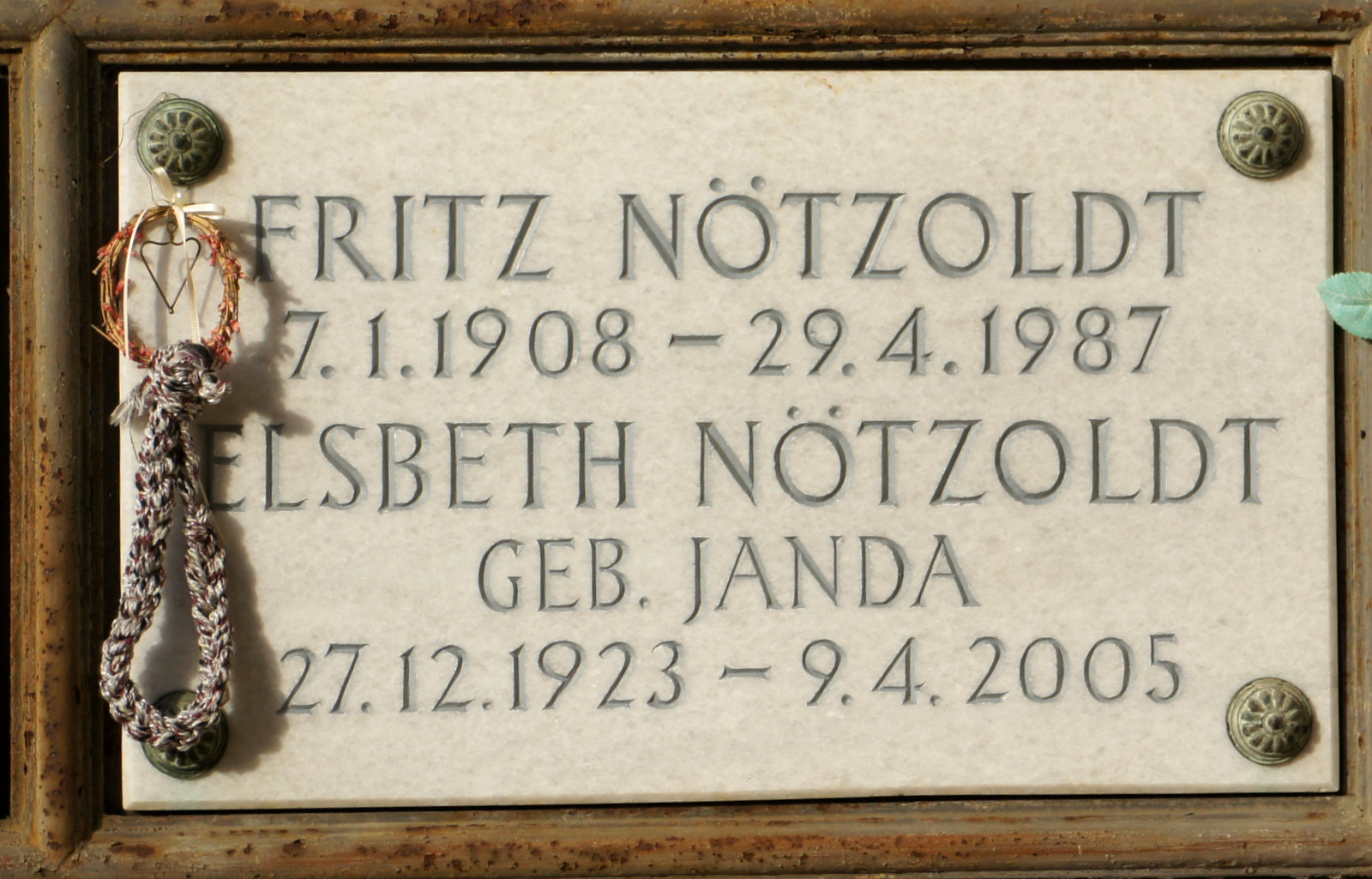
Urnennische mit Marmortafel, auf der die Lebensdaten von Fritz Nötzoldt und Elsbeth Janda eingemeisselt sind. Die Urnennische befindet sich im Columbarium des Krematoriums auf dem Heidelberger Bergfriedhof

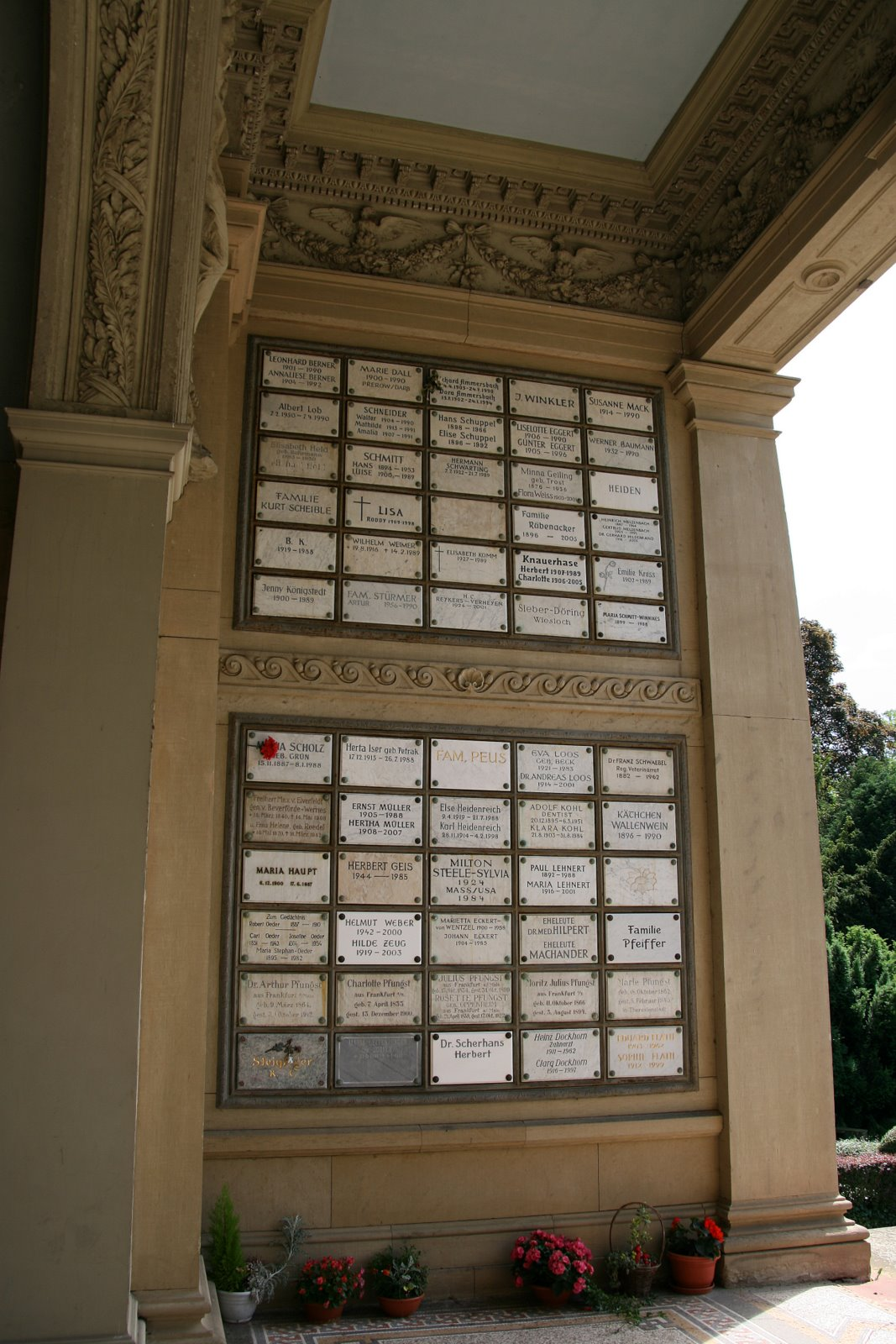
Urnennischen in der Seitenwand des Krematoriums auf dem Heidelberger Bergfriedhof

## Leben
Fritz Nötzholdt war der älteste Sohn des fürstlichen Baurats Wallrat Nötzoldt. Der Bühnenbildner und Maler Helmut Nötzoldt ist sein Bruder. Aufgewachsen in der unter Schloss Wernigerode gelegenen Vorstadt von Wernigerode im Harz ging Fritz Nötzoldt nach dem Zweiten Weltkrieg nach Heidelberg, wo er als Kabarettist und Autor zahlreicher humoristischer Bücher überregionale Bekanntheit erlangte. In den 1950er Jahren war er verantwortlich für die Kinderseite der Rhein-Neckar-Zeitung, auf welcher am 20./21. Juli 1957 unter dem Titel Ulrich bestieg den Eiffelturm der erste Artikel von Ulrich Wickert erschien.
Fritz Nötzoldt war verheiratet mit Elsbeth Janda, der Conférencière, Kabarettistin, Schauspielerin, Autorin und Herausgeberin. Elsbeth Janda wurde  weithin bekannt durch ihre Veröffentlichungen, ihre Bühnen Auftritte und ihre Sendungen im Fernsehen zur Pflege und Kultivierung der Kurpfälzer Mundart.

## Werke
- Menschen unterm Brocken, Verlag "Der Harz" Magdeburg 1938
- Der Bergmann vom Rauhen Lande. Eine Harzer Erzählung (über die Entdeckung der Baumannshöhle in Rübeland), Magdeburg 1941
- Viele Käuze leben im Harzer Wald, 1942
- Die Gauklerblume, Heidelberg um 1946
- Benno muß geholfen werden, Heidelberg 1947
- Das Lügenhaus, 1948
- Am Mikrofon: Hein Schneidewind, 1948
- Stolperchen, Heidelberg 1950
- Alle für Jochen. Neun Jungs retten eine Tierschau, München 1954
- Gerdas grosses Geheimnis, 1955
- Elefanten, Elefanten !, 1956
- Hein bei den Funkreportern, 1957
- Die Moritat vom Bänkelsang oder Das Lied von der Strasse (zusammen mit Elsbeth Janda), 1959
- Das Panoptikum der Technik oder auch Ein technisch Lied – ein komisch Lied, 1961
- Wenn im Wald die Büchse knallt, 1961
- Leute, höret die Geschichte... (zusammen mit Elsbeth Janda), 1962
- Geschichten aus dem Harz, Frankfurt a. M. 1964
- Johanna gewappnet mit bannendem Blick: oder Du dunkler Lorbeer bists (Hrsg.), München 1964
- Liebe zu Mannheim (zusammen mit Horst Lemke), 1965
- Warum weinst du, holde Gärtnersfrau... (zusammen mit Elsbeth Janda), 1965
- Krokodilstränen, 1965
- Wie einst im Mai. Schmachtfetzen hauptsächlich aus der Plüsch- und Troddelzeit (Hrsg.), München 1966
- Liebe zu Mannheim, Heidelberg 1969
- Peter von Peter fünf! Kommen!, Little-Krimi, Wien-Heidelberg 1970
- Freitags wenn der Fernsehkrimi läuft, Little-Krimi, Wien-Heidelberg 1972
- Knöllchen in Heidelberg, Heidelberg 1972
- Heidelberger Allerlei, Heidelberg 1979